# Gautier de Lacy
Pour le lord de Meath, voir Walter de Lacy († 1241)

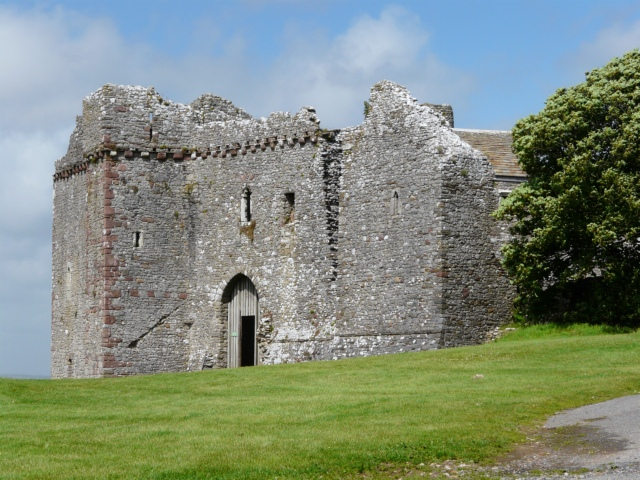
Château de Weobley

Gautier de Lacy († 27 mars 1085), lord de Weobley, fut un important baron anglo-normand des marches galloises du règne de Guillaume le Conquérant.

## Biographie
Gautier et son frère Ilbert, qui est probablement l'aîné sont d'ascendance inconnue. Avant la conquête normande de l'Angleterre, ils sont des hommes de l'évêque Odon de Bayeux. Ils tiennent de lui un petit fief centré sur Lassy (Calvados) qui doit un service de deux chevaliers.
Ils émigrent en Angleterre, participant peut-être à la conquête depuis la bataille de Hastings, et y font fortune. Ilbert fonde la branche des Lacy de Pontefract dans le Yorkshire, et Gautier, qui a apparemment une réputation en tant que combattant, est installé par Guillaume le Conquérant dans le sud des marches galloises. Il a pour voisin Guillaume FitzOsbern, un proche du nouveau roi, qui a été créé comte de Hereford en 1067. Ils combattent ensemble les Gallois de Brecknock et Gwent. 
Il acquiert les terres principalement dans le Herefordshire et le Gloucestershire qui appartenaient, avant la conquête, en majorité à l'Anglo-Saxon Eadwig Cild. Il installe son quartier général à Weobley (Herefordshire), cette seigneurie donne son nom à son honneur. Bien que proche géographiquement de FitzOsbern, il n'est probablement pas l'un de ses hommes. Il tient bien quelques seigneuries de lui dans le Herefordshire et l'Oxfordshire, mais il semble plutôt s'être allié à Roger II de Montgommery, le comte de Shrewsbury (plus au nord), et aux évêques de Hereford et Worcester. Grâce à eux, il devient le tenant de fiefs supplémentaires, ce qui en fait un homme non négligeable dans l'ouest du royaume. En 1075, il est devenu le second propriétaire terrien du sud des marches après le comte d'Hereford. 
Cette année-là, Roger de Breteuil, qui a succédé à son père Guillaume FitzOsbern en 1071, et Raoul de Gaël se révoltent contre le roi, avec l'idée de s'emparer du trône. Gautier reste fidèle à Guillaume le Conquérant, et participe à l'échec de la rébellion. Il est certainement récompensé par la suite pour son soutien. Après la confiscation des terres de Roger de Breteuil, il devient le principal baron du sud des marches, et a environ 25 vassaux.
Il est un bienfaiteur de l'abbaye de Gloucester, et fonde l'église collégiale Saint-Pierre de Hereford. Il meurt le 27 mars 1085, si on en croit des récits familiaux, en tombant d'un échafaudage alors qu'il inspecte des travaux dans l'église Saint-Guthlac de Hereford, dont il était aussi un bienfaiteur. Il est inhumé dans la salle capitulaire de l'abbaye de Gloucester.
Son fils Roger lui succède, mais après ses rébellions de 1088 et 1095, il est banni d'Angleterre et ses terres lui sont confisquées. Son frère cadet Hugues est autorisé par le roi Guillaume le Roux à lui succéder. À la mort sans descendance d'Hugues vers 1115, sa fille Sybille et son mari Pain FitzJohn héritent d'une partie du patrimoine. Le reste est donné entre autres à Miles de Gloucester. Gilbert de Lacy, petit-fils de Gautier, profitera de l'anarchie du règne d'Étienne d'Angleterre pour reconstituer la majeure partie de l'honneur original de la famille.

## Famille et descendance
Il épouse Ermeline († ap. 1085), d'ascendance inconnue. Ensemble ils ont pour descendance connue :
- Roger, qui succède à son père mais est banni du royaume en 1095 ;
- Hugues († v. 1115), qui succède à son frère en 1095 ;
- Gautier († 1139), abbé de l'abbaye de Gloucester de 1130 à 1139 ;
- Aveline, épouse de Robert FitzWalter ;
- Ermeline ;
- Emma.

### Sources
- C. P. Lewis, « Lacy, Walter de (d. 1085) », Oxford Dictionary of National Biography, Oxford University Press, 2004. Version de novembre 2008.
- Medieval Lands.